# 玉島村 (岡山県)
玉島村（たましまそん）は、かつて岡山県浅口郡にあった自治体である。現在は、倉敷市玉島地域の玉島・玉島中央町（一部）・玉島阿賀崎（一部）・玉島上成に当たる。

## 概要
かつては備中国浅口郡間人郷と呼ばれ、乙島・柏島の2島があるのみで一帯は遠浅の海であった。その後、高梁川の流出する土砂の沖積作用と自然の隆起作用により一帯は沃野と化しつつあった。
江戸時代初期までは乙島村・柏島村の2村のみであったが、寛永19年にこの地を領した備中松山藩の藩主水谷勝隆により新田が開発された。勝隆と勝宗の2代に渡って土地開拓の大事業を遂行し、さらに甕江港（後の玉島港）も築造された。
また干拓で陸続きとなった阿弥陀島を羽黒山と改称し、出羽国羽黒山の出羽神社を勧請して羽黒大権現を建立し新田造成の祈願所とした。
明治期には郡役所、警察署、裁判所、電信局等が置かれ浅口郡の中心地になった。
1889年（明治22年）6月1日の町村制施行で玉島村と上成村が合併する際、新しい村名は大村であり著名な玉島を採用した。
1892年（明治25年）および1893年（同26年）には高梁川堤防が決壊し、大きな被害をもたらした。

## 地理
- 河川：西高梁川

## 沿革
- 1876年（明治9年）10月31日 - 玉島村が枝村の上成村・爪崎村と合併して玉島村となる[2]。
- 1878年（明治11年）9月29日 - 郡区町村編制法の岡山県での施行により、行政区画としての浅口郡が発足。浅口郡役所を玉島村に設置する。
- 1881年（明治14年）9月2日 - 玉島村が元の3村に分村する[2]。
- 1883年（明治16年）2月15日 - 連合戸長役場制度発足により、浅口郡第一部戸長役場を玉島村に設置し、同村と上成村を管轄[2][5]。
- 1889年（明治22年）6月1日 - 町村制施行に伴い、玉島村と上成村が合併して玉島村が発足。
- 1897年（明治30年）5月26日 - 阿賀崎村と合併し、玉島町（初代）が発足。同日玉島村廃止。
- 1902年（明治35年）9月30日 - 玉島町（初代）が乙島村・柏崎村と合併し、新たに玉島町（2代）が発足。

## 行政

### 歴代村長
| 代         | 氏名       | 就任年月日               | 退任年月日                | 備考 |
| ---------- | ---------- | ------------------------ | ------------------------- | ---- |
| 1-3        | 守安亀太郎 | 1889年（明治22年）9月3日 | 1896年（明治29年）4月4日  |      |
| 4          | 三浦清     | 1896年（明治29年）8月8日 | 1897年（明治30年）5月25日 |      |
| 参考文献 - |            |                          |                           |      |

## 当時の主要施設
- 山陽鉄道 - 玉島駅（所在地は長尾村）
- 玉島港